# Sejm Rzeczypospolitej Polskiej V kadencji (1938–1939)
Sejm V kadencji utworzony został w wyniku wyborów przeprowadzonych w Polsce 6 listopada 1938 roku (poprzedni Sejm IV kadencji rozwiązany został 13 września).
Sejm V kadencji po raz ostatni zebrał się na sesję nadzwyczajną 2 września 1939 r., po wybuchu II wojny światowej, by znowelizować ordynację wyborczą tak, by pozwolić na łączenie mandatu z czynną służbą wojskową. Na czas stanu wojennego przekazał uprawnienia na rzecz izby o okrojonym składzie 41 osób. Ta izba nigdy się nie zebrała. Sejm V kadencji rozwiązany został zarządzeniem Prezydenta Rzeczypospolitej Władysława Raczkiewicza z 2 listopada 1939 roku. 
Nowe wybory miały się odbyć w 60 dni po zakończeniu wojny. Po tej dacie rolę swoistego substytutu parlamentu pełniła powołana dekretem prezydenta z 9 grudnia 1939 roku Rada Narodowa Rzeczypospolitej Polskiej, będąca organem doradczym Prezydenta Rzeczypospolitej.
Po zakończeniu wojny władzę w Polsce objęli komuniści, tworząc najpierw Krajową Radę Narodową, a następnie przeprowadzając 19 stycznia 1947 roku sfałszowane wybory do nowego Sejmu Ustawodawczego.